# N520 (België)
De N520 is een gewestweg in België tussen Vloesberg (N57) en Vier Winden (N48). De weg is ongeveer 5 kilometer lang.
De gehele weg heeft twee rijstroken in beide rijrichtingen samen.

## Plaatsen langs N520
- Vloesberg
- Planche
- Vier Winden